# Dead or Alive (игра)
Dead or Alive (яп. デッドオアアライブ дэддо оа арайбу, в пер. с англ. «живым или мёртвым») — трёхмерный файтинг, первая игра из серии Dead or Alive. Версия для аркадного автомата вышла в 1996 году; впоследствии выходили варианты игры для Sega Saturn, PlayStation и Xbox.

## Описание игры
Dead or Alive отличалась качественной графикой и высокой скоростью игры. Действия персонажа разделялись на три основных типа: удар (attack), встречный удар (counter) и бросок (throw). Если противники действовали одновременно, то удар был сильнее броска, бросок сильнее встречного удара, а встречный удар сильнее удара (схема «камень, ножницы, бумага»). По краям игровой арены находилась «зона опасности» (danger zone); если персонаж от удара падал в зону опасности, то его подбрасывало в воздух, давая возможность противнику выполнить мощное комбо.
Dead or Alive также отличалась необычной анимацией женских грудей: во время драки груди персонажей женского пола подпрыгивали с неожиданно высокой амплитудой, причём «прыгучесть» можно было регулировать в игровом меню.

## Версии
- Для аркадного автомата Sega Model 2: вышла в 1996 году.
- Для Sega Saturn: вышла в 1997 году. По сравнению с аркадной версией, получила упрощенную графику.
- Для PlayStation: вышла в 1998 году. Новый движок, обновленная графика, новая музыка, два дополнительных персонажа (Басс и Аянэ).
- Для Xbox: в 2004 году вышел диск Dead or Alive Ultimate с обновленным вариантом версии Dead or Alive для Sega Saturn, а также с игрой Dead or Alive 2. Данный вариант Dead or Alive поддерживал сетевую игру через сервис Xbox Live.

## Оценки
| Сводный рейтинг | Сводный рейтинг |
| Агрегатор       | Оценка          |
| --------------- | --------------- |
| GameRankings    | 83,92 %         |